# Nathaniel Green Taylor
Pour les articles homonymes, voir Taylor.
Nathaniel Green Taylor (29 décembre 1819 – 1er avril 1887) est un homme politique américain qui fut élu au Congrès des États-Unis en tant que représentant pour le Tennessee de 1854 à 1855 et de 1866 à 1867.